# رزیتا غفاری
رزیتا غفاری (زادهٔ ۲۵ دی ۱۳۵۱ در تهران) بازیگر سینما و تلویزیون ایران است. وی فارغ‌التحصیل کارگردانی سینما است.

## زندگی
رزیتا غفاری در ۲۷ دی ۱۳۵۱ در تهران به دنیا آمد. او دانش‌آموختهٔ کارگردانی سینما است. غفاری چند فیلم کوتاه انیمیشن کارگردانی کرده و عضو آسیفای ایران است.
او در یک مصاحبه کوتاه تلویزیونی در شبکه ۵ سیما (شبکه تهران) در تاریخ ۲ شهریور ۱۳۸۸، گفته که مربی اسکی نیز هست.

## فیلم‌شناسی

### سینمایی

#### بازیگر
- پشت پرده مه (پرویز شیخ طادی - ۱۳۸۳)
- آب و آتش (فقط صدا - فریدون جیرانی - ۱۳۷۹)
- آوازخوان (کاظم معصومی - ۱۳۷۹)
- یکی بود یکی نبود (ایرج طهماسب - ۱۳۷۸)
- شوکران (بهروز افخمی - ۱۳۷۷)
- ساغر (سروس الوند - ۱۳۷۶)
- هتل کارتن (سیروس الوند - ۱۳۷۵)

#### منشی صحنه
- ساغر (سروس الوند - ۱۳۷۶)
- هتل کارتن (سیروس الوند - ۱۳۷۵)

### مجموعه تلویزیونی
| سال  | عنوان مجموعه     | کارگردان               | توضیحات                         |
| ---- | ---------------- | ---------------------- | ------------------------------- |
| ۱۴۰۳ | یزدان            | منوچهر هادی            | شبکه سه                         |
| ۱۴۰۲ | ناتو             | مهدی صفی یاری          | نمایش خانگی                     |
| ۱۴۰۲ | ضد جاسوسی        | سعید ابوطالب           | نمایش خانگی                     |
| ١۴٠٠ | شب‌های مافیا      | سعید ابوطالب           | شبکه نمایش خانگی                |
| ۱۴۰۰ | فیلم ۲۷ برج      | سامان مرادحسینی        | شبکه یک                         |
| ١۴٠٠ | فرشتگان بی بال   | امیرحسین عنایتی        | شبکه پنج                        |
| ١۴٠٠ | کلبه ای در مه    | حسن لفافیان            | شبکه ۳                          |
| ۱۳۹۶ | هاتف             | داریوش یاری            | شبکه ۲۱۰ قسمتپخش در ایام محرم   |
| ۱۳۹۵ | روزهای بهتر      | علیرضا محمودزاده       | شبکه ۱بازی در اپیزود کهنه سرباز |
| ۱۳۹۳ | حانیه            | سید جلال دهقانی اشکذری | شبکه ۲۱۳ قسمت                   |
| ۱۳۹۳ | دیگری            | احمد کاوری             | شبکه ۳۵ قسمتپخش در شب‌های قدر    |
| ۱۳۹۲ | در بند اروند     | سیامک صرافت            | شبکه ۳۷ قسمتپخش در دهه فجر      |
| ۱۳۹۰ | پیشواز           | سعید ابراهیمی فر       | شبکه ۲۱۱ قسمتپخش در دهه فجر     |
| ۱۳۹۰ | سی‌امین روز       | جواد افشار             | شبکه ۲۲۷ قسمتپخش در ماه رمضان   |
| ۱۳۸۹ | تبریز در مه      | محمدرضا ورزی           | شبکه ۱۲۸ قسمت                   |
| ۱۳۸۸ | روزهای زیبا      | جواد افشار             | شبکه تهران۳۰ قسمت               |
| ۱۳۸۸ | عمارت فرنگی      | محمدرضا ورزی           | شبکه ۲۱۴ قسمت                   |
| ۱۳۸۳ | سایه آفتاب       | محمدرضا آهنج           | شبکه ۳۲۱ قسمت                   |
| ۱۳۸۲ | هنگامه           | مجید جوانمرد           | شبکه ۱۲۲ قسمت                   |
| ۱۳۸۲ | همسفران          | علی ژکان               | شبکه ۳۲۶ قسمت                   |
| ۱۳۸۳ | فصل زرد          | محمدرضا زهتابی         | شبکه ۱۱۳ قسمت                   |
| ۱۳۸۲ | یکی مثل من       | محسن شاه محمدی         | شبکه ۱۳۰ قسمتپخش در ماه رمضان   |
| ۱۳۸۰ | شب آفتابی        | قاسم جعفری             | شبکه ۳۱۵ قسمت                   |
| ۱۳۷۹ | همسفر            | قاسم جعفری             | شبکه ۳۲۶ قسمتبازیگر مهمان       |
| ۱۳۷۸ | روشنتر از خاموشی | حسن فتحی               | شبکه ۱۳۵ قسمت                   |
| ۱۳۷۶ | در قلب من        | حمید لبخنده            | شبکه ۳۲۳ قسمت                   |
| ۱۳۷۴ | در پناه تو       | حمید لبخنده            | شبکه ۲۲۶ قسمت                   |

### ویدئویی
- انتقام (ویدئویی، ۱۳۸۰)

### تله فیلم
- من تو او (تله فیلم، ۱۳۸۷)